# 金枓哲
金 枓哲（キム ドゥチュル、김두철、KIM, Doo-Chul、1964年 - ）は、日本に活動基盤を置く韓国出身の地理学者。岡山大学大学院環境生命科学研究科教授。専門は、農村地理学、環境地理学、韓国やベトナムを対象とした地域研究、特に農山村研究。

## 来歴
韓国で生まれ育ち、1991年にソウル大学校社会科学大学を卒業した後、日本へ渡り、1996年まで名古屋大学大学院文学研究科に学んだ。
1992年から1993年にかけて国際連合地域開発センター研究員となり、次いで1994年から1996年に日本学術振興会特別研究員となった後、1996年に東北大学理学研究科助手となった。
1997年、「過疎地域の変貌と地域の内発的対応に関する日韓比較研究 : 住民組織の変容と地方行政の役割に注目して」により、名古屋大学から博士（地理学）を取得した。

## おもな著書
- 過疎政策と住民組織、古今書院、2003年